# Tlahuelompa, Zacualtipán de Ángeles
Tlahuelompa är en ort i Mexiko.   Den ligger i kommunen Zacualtipán de Ángeles och delstaten Hidalgo, i den sydöstra delen av landet, 150 km norr om huvudstaden Mexico City. Tlahuelompa ligger 1 674 meter över havet och antalet invånare är 1 015.
Terrängen runt Tlahuelompa är kuperad åt nordväst, men åt sydost är den bergig. Runt Tlahuelompa är det ganska tätbefolkat, med 72 invånare per kvadratkilometer. Närmaste större samhälle är Zacualtipán, 8,4 km väster om Tlahuelompa. I omgivningarna runt Tlahuelompa växer i huvudsak städsegrön lövskog.